# Deutscher Basketball Bund
Deutscher Basketball Bund (DBB) är Tysklands basketförbund. Huvudkontoret finns i Hagen. 
Förbundet bildades den 1 oktober 1949 i Düsseldorf, ur det 1947 bildade Gesellschaft zur Förderung des Basketballsports. 1976 beslutade man att göra en satsning, med satsningar mot världsmästerskap och olympiska spel.

## Tävlingar

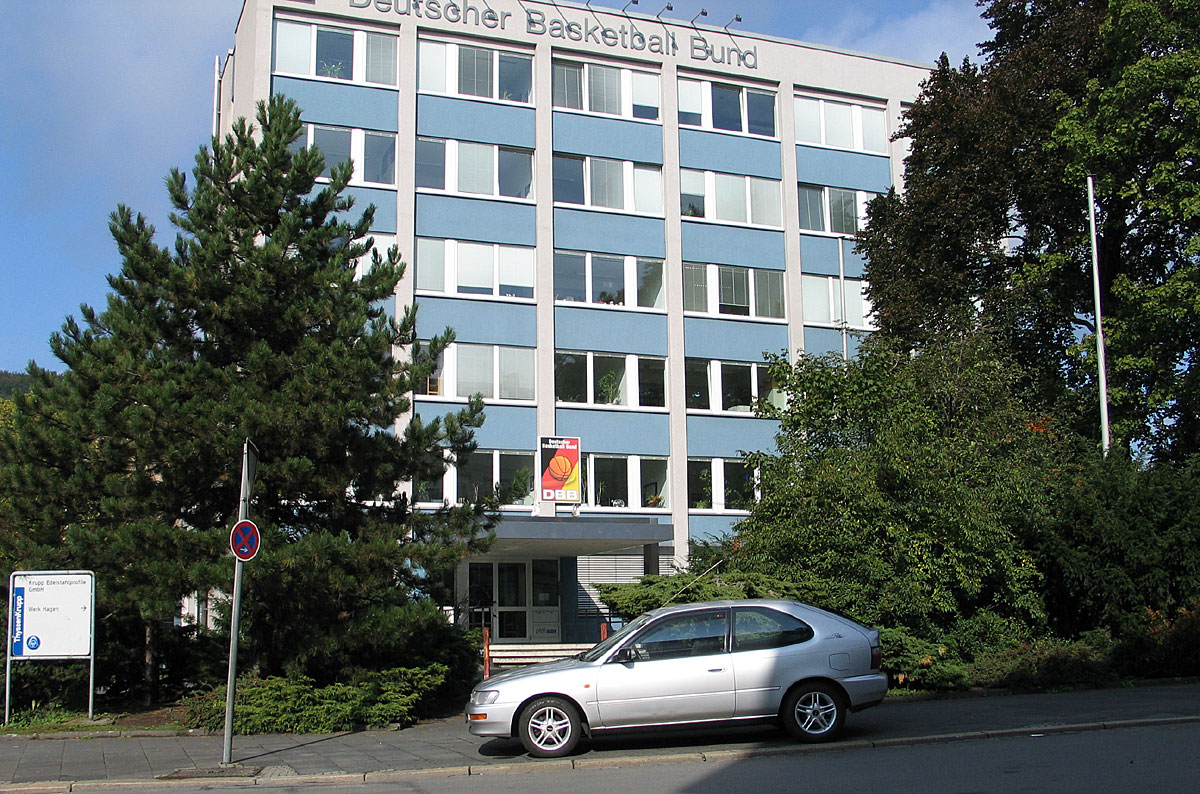
DBB i Hagen

Varje säsong anordnar DBB fem större tävlingar:
- DBB-Pokal
- Jugend-Basketball-Bundesliga (JBBL)
- Nachwuchs-Basketball-Bundesliga (NBBL)
- Weibliche Nachwuchs-Basketball-Bundesliga (WNBL)
- Tyska veteranmästerskap

## Ordförande
| Ordförande          | Period    |
| ------------------- | --------- |
| Siegfried Reiner    | 1949–1953 |
| Gerhard Nacke-Erich | 1953–1964 |
| Hans-Joachim Höfig  | 1964–1973 |
| Anton Kartak        | 1973–1984 |
| Manfred Ströher     | 1984–1994 |
| Roland Geggus       | 1994–2006 |
| Ingo-Rolf Weiss     | 2006-     |

### Fotnoter
1. ↑  ”Über uns”. Arkiverad från originalet den 22 oktober 2013. https://web.archive.org/web/20131022203604/http://www.basketball-bund.de/dbb/ueber-uns. Läst 26 oktober 2013.
2. ↑    - 9 september 1922, Zeitschrift DTS, 1977/18 S.15